# Rinascita degli eroi
La Rinascita degli eroi (Heroes Reborn) è stato un ciclo di storie crossover pubblicato dal 1996 al 1997 in una serie di volumi appartenenti a diverse testate pubblicati negli USA dalla Marvel Comics. Durante questo periodo, la Marvel temporaneamente ha affidato la realizzazione di questo arco narrativo a più titoli agli studi esterni di Jim Lee e Rob Liefeld, che erano tra gli artisti più popolari della Marvel prima di partire per formare compagnie indipendenti.

## Storia editoriale

### Titoli cancellati e rilanciati
- Fantastic Four (Vol. 1[2]) si è interrotta col n. 416 ed è stata rilanciata con Fantastic Four (Vol. 2);
- Avengers (Vol. 1) si è interrotta col n. 402 ed è stata rilanciata con Avengers (Vol. 2);
- Iron Man (Vol. 1) si è interrotta col n. 332 ed è stata rilanciata con Iron Man (Vol. 2);
- Captain America (Vol. 1) si è interrotta col n. 454 ed è stata rilanciata con Captain America (Vol. 2);
- Thor (Vol. 1) dal n. 503 è stata rinominata Journey into Mystery.

- Fantastic Four (Vol. 2) nn. 1-13;
- Avengers (Vol. 2) nn. 1-13;
- Iron man (Vol. 2) nn. 1-13;
- Captain America (Vol. 2) nn. 1-13;
- Heroes reborn the return nn. 1-4;
- Exile nn. 81-82;
- Heroes Reborn Ashema;
- Heroes Reborn Doom;
- Heroes Reborn Doomsday;
- Heroes Reborn Masters of evil;
- Heroes Reborn Rebel;
- Heroes Reborn Remnants;
- Heroes Reborn young allies;
- Doom nn. 1-3;
- Heroes reborn nn. 1-2;
- Marvel spotlight heroes reborn/ onslaught reborn;
- Onslaught reborn nn. 1-5;
- World War III storyline.